# Bloeizone Fryslân Tour

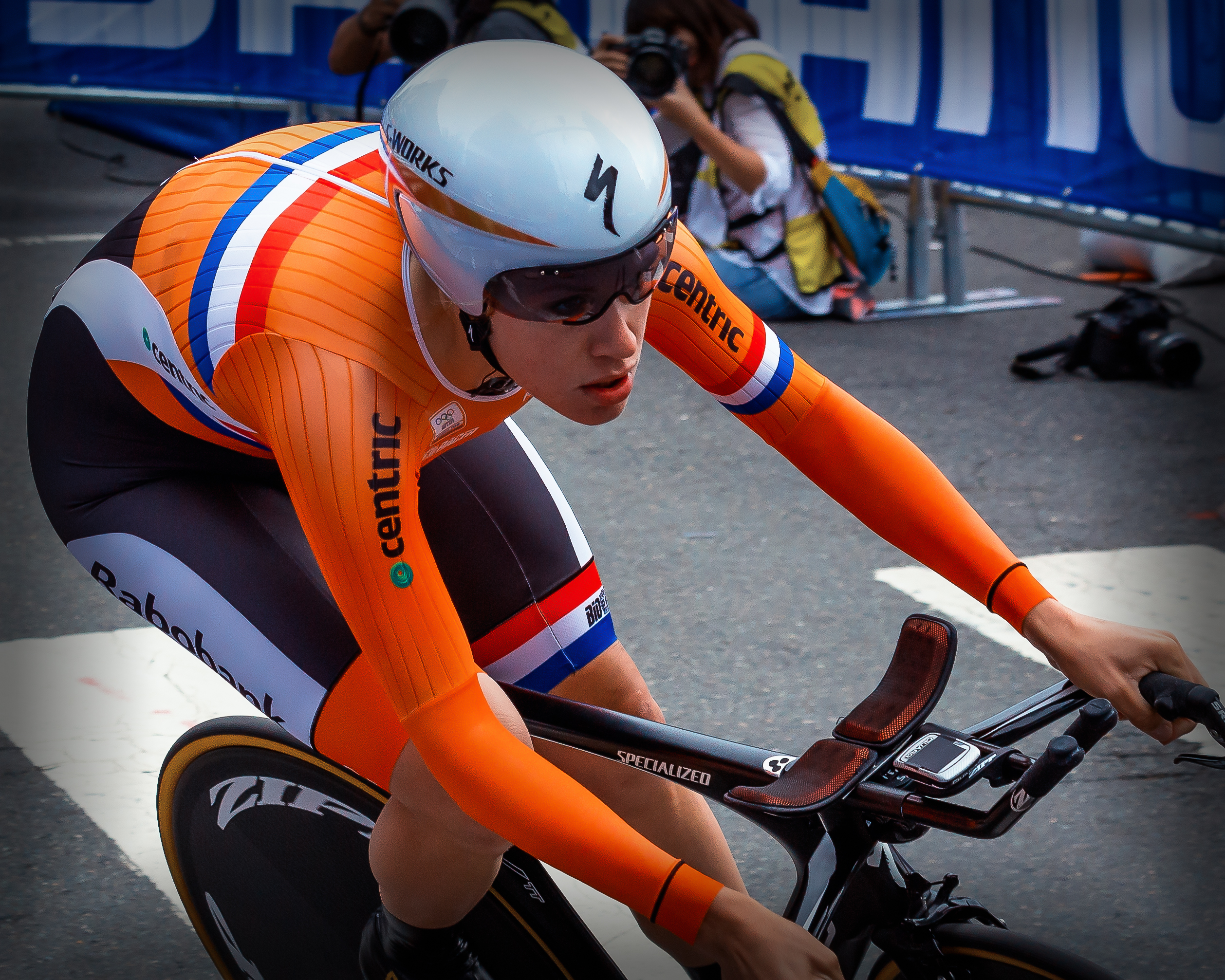
Imatge d'Ellen van Dijk.

El Healthy Ageing Tour (conegut fins al 2016 com a Energiewacht Tour) i el 2022 com a Bloeizone Fryslân Tour fou una cursa ciclista femenina per etapes que es disputava anualment als Països Baixos des del 2011. Transcorria per les carreteres de la província de Groningen. El 2023 va desaparèixer per falta de finançament.
La primera vencedora fou Adrie Visser i el rècord de victòries, amb cinc l'ostenta Eleonora van Dijk.

## Palmarès
| Any  | Vencedor            | Segon                | Tercer            |         |
| ---- | ------------------- | -------------------- | ----------------- | ------- |
| 2011 | Adrie Visser        | Loes Gunnewijk       | Marianne Vos      |         |
| 2012 | Ina-Yoko Teutenberg | Ellen van Dijk       | Marianne Vos      |         |
| 2013 | Ellen van Dijk      | Loes Gunnewijk       | Kirsten Wild      |         |
| 2014 | Lucinda Brand       | Vera Koedooder       | Trixi Worrack     |         |
| 2015 | Lisa Brennauer      | Trixi Worrack        | Christine Majerus |         |
| 2016 | Ellen van Dijk      | Annemiek van Vleuten | Lisa Brennauer    |         |
| 2017 | Ellen van Dijk      | Anna van der Breggen | Lisa Brennauer    |         |
| 2018 | Amy Pieters         | Chantal Blaak        | Christine Majerus |         |
| 2019 | Lisa Klein          | Ellen van Dijk       | Kirsten Wild      |         |
| 2020 | suspesa             | suspesa              | suspesa           | suspesa |
| 2021 | Ellen van Dijk      | Lisa Brennauer       | Emma Norsgaard    |         |
| 2022 | Ellen van Dijk      | Riejanne Markus      | Marlen Reusser    |         |